# El Tio

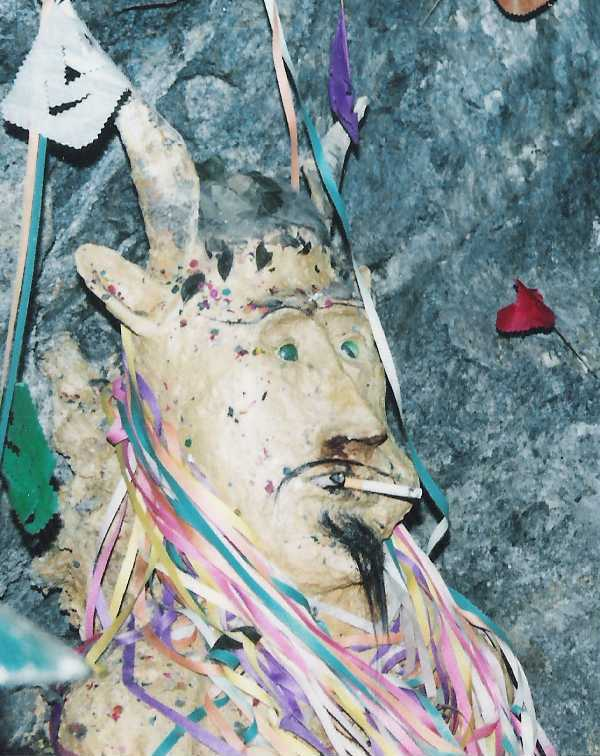
Une statue d'El Tio en 1993.

El Tio (« L'Oncle ») est un dieu du monde souterrain et des enfers selon une croyance populaire. Localisées dans le Cerro Rico près de Potosí en Bolivie, plusieurs statues représentant El Tio reçoivent des offrandes (par exemple des cigarettes, des feuilles de coca, des friandises et de l'alcool), notamment de la part des mineurs afin d'en obtenir la bienveillance.

## Dans la culture populaire
Le clip de La La La de Naughty Boy montre El Tio.